# Yalkaparidon
Yalkaparidon je vyhynulý rod vačnatce. Jde o jediného zástupce čeledi Yalkaparidontidae a řádu Yalkaparidontia, jenž zároveň představuje jediný vyhynulý řád náležící ke korunové skupině vačnatců (Marsupialia).

## Systematika a fylogeneze
Rod Yalkaparidon byl vědecky popsán roku 1988, stejně jako jeho jediné dva známé druhy Y. coheni a Y. jonesi. Vyjma zubního materiálu se v případě Y. coheni dochovala i částečně disartikulovaná lebka (holotyp QM F13008). Typovou lokalitou se stalo naleziště Riversleigh na severozápadě dnešního Queenslandu. Yalkaparidon představuje zástupce korunové skupiny vačnatců, zřejmě linie Australidelphia. Fosilní nálezy jsou datovány do spodního až středního miocénu, přičemž chronologicky mladším druhem je Y. jonesi.

## Popis & paleoekologie
Yalkaparidon představoval nezvyklého zástupce vačnatců. Šlo o malé zvíře, jehož lebka měřila asi 5 cm. Extrémně odvozené podoby nabýval chrup: celkový zubní vzorec je redukován na I 3/1, C 1/0, P 3/3, M 3/3, přičemž první horní a dolní řezák se nápadně zvětšily a během života zvířete zjevně neustále dorůstaly, zatímco stoličky získaly „zalambdodontní“ podobu. Ve srovnání s původním tribosfénickým vzorem došlo u těchto molariformních zubů ke ztrátě hrbolku zvaného protoconus na horních stoličkách a drticí plošky talonidu u dolních stoliček. Mezi zbývajícími ostrými hrbolky na skusné ploše zubů se pak utvářely hřebeny připomínající tvar písmene V. Zalambdodontní chrup je typický spíše pro afrosoricidní savce, jistou podobnost ve stavbě molariformních zubů nicméně Yalkaparidon vykazuje i se stále žijícími vakokrty (Notoryctemorphia). Neexistují však žádné důkazy, jež by podporovaly příbuznost mezi těmito dvěma skupinami vačnatců.
Morfologie chrupu svědčí pro konzumaci relativně měkké potravy (měkkých bezobratlých), při jejímž zpracování však hrály roli i mohutné přední zuby. Jedna z hypotéz představila možnost, že se Yalkaparidon živil vejci, přičemž řezáky se hodily k probodnutí vaječné skořápky. Studie z roku 2009 naopak představila hypotézu, podle níž se Yalkaparidon mohl živit larvami dřevokazného hmyzu podobně jako madagaskarská poloopice ksukol ocasatý (Daubentonia madagascariensis) nebo vakoveverky rodu Dactylopsila. Tito savci nejprve pomocí svých zvětšených řezáků vytvoří otvor ve dřevě a následně odtud za pomoci prodlouženého prstu vytáhnou měkké hmyzí larvy; ve svých ekosystémech tak nahrazují datlovité ptáky. Srovnávací anatomie lebek nasvědčuje, že i Yalkaparidon vyvinul konvergentní evolucí podobné chování a potravní preference. Pokud je toto tvrzení pravdivé, je možné, že Yalkaparidon byl v kompetičním vztahu s vakoveverkami. Vzájemná konkurence mezi oběma skupinami vačnatců o specifickou ekologickou niku mohla být vysvětlením, proč řád Yalkaparidontia ve středním miocénu mizí z fosilního záznamu.